# Jennifer Egan
Jennifer Egan (nascida em 7 de setembro de 1962) é uma romancista e contista norte-americana que mora em Fort Greene, Brooklyn. Seu romance A Visit from the Goon Squad, de 2011,ganhou o Prémio Pulitzer para Ficção e o National Book Critics Circle Award de ficção.

## Biografia e carreira
Egan nasceu em Chicago, mas cresceu em San Francisco. Depois de formar-se pela Lowell High School, ela se formou em literatura inglesa na Universidade da Pensilvânia. Enquanto estudante de graduação, Egan namorou Steve Jobs, que instalou um computador Macintosh em seu quarto. Depois de se formar, Egan passou dois anos no St John's College, de Cambridge, financiada por um Thouron Award. Ela publicou contos em The New Yorker, Harper's, Zoetrope: All-Story e Ploughshares, entre outros periódicos, e seu trabalho jornalístico frequentemente aparece na "The New York TimesMagazine. Ela publicou uma coleção de contos e quatro romances, entre os quais Look at Me foi finalista do National Book Award, em 2001.

Egan tem sido hesitante em classificar A Visit from the Goon Squad como um romance ou uma coleção de contos, dizendo: 
"eu queria evitar centralidade. Eu queria polifonia. Eu queria um sentimento lateral, não um sentimento progressivo. Minhas regras básicas: cada peça tem de ser muito diferente, a partir de um ponto de vista diferente. Eu realmente tentei quebrar essa regra, mais tarde; se você criar uma regra, então, você deve quebrá-la!" O livro apresenta conteúdo que desfaia gêneros, como um capítulo totalmente formatado como uma apresentação de Microsoft PowerPoint. De sua inspiração e de abordagem para o trabalho, ela disse, "eu não sinto o tempo como linear. Eu experimento-o em camadas que parecem coexistir...Uma coisa que facilita esse tipo de viagem no tempo é a música, é por isso que eu acho que a música acabou sendo uma parte importante do livro. Também, eu estava lendo Proust. Ele tenta, com muito sucesso, em alguns aspectos, captar o sentido da passagem do tempo, a qualidade da consciência, e as maneiras de contornar a linearidade, o que é o estranho flagelo da escrita em prosa." 

## Prémios

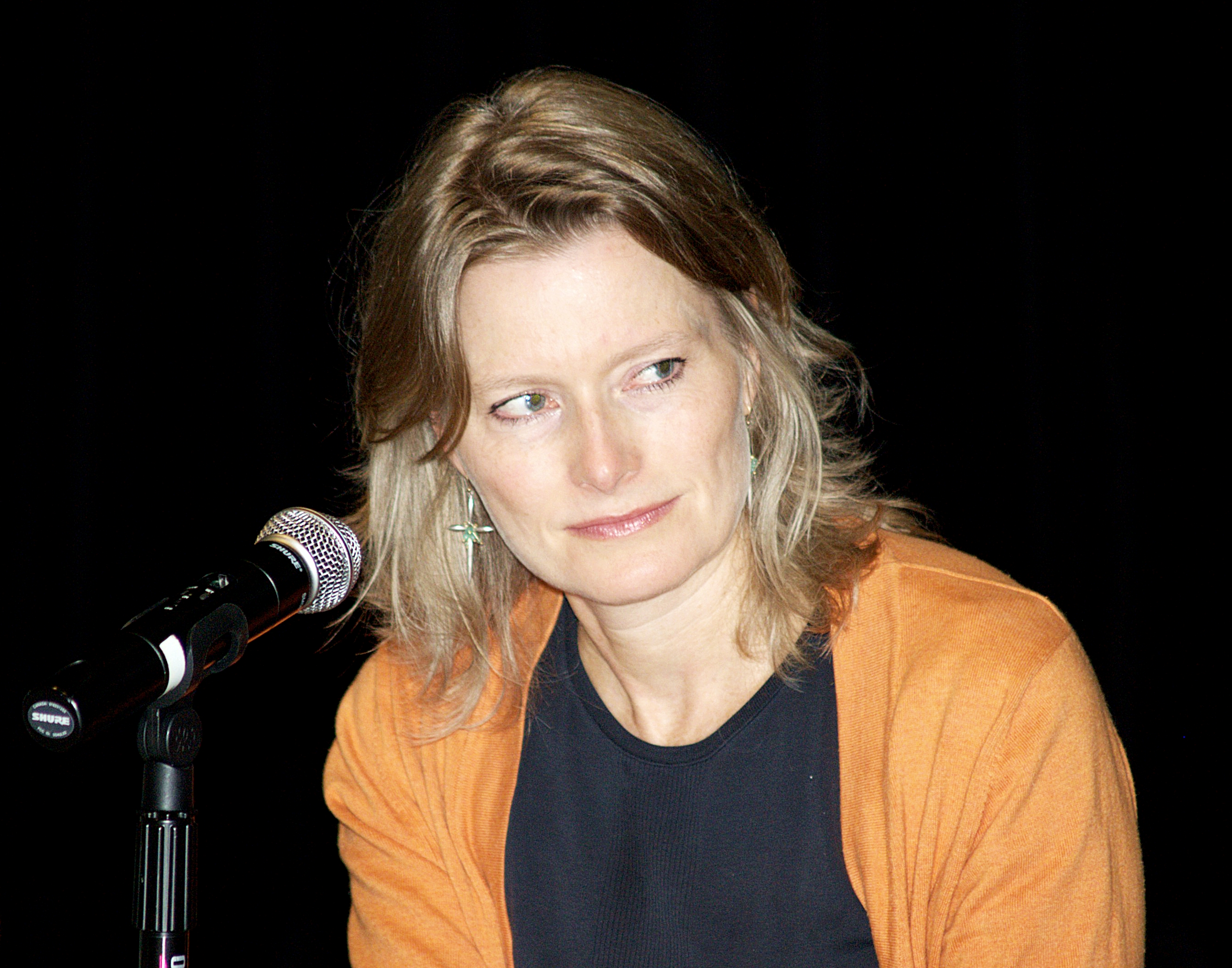
Egan em 2010 no Festival do Livro do Brooklyn

Egan recebeu um Thouron Award em 1986. Ela foi contemplada por uma bolsa do fundo Nacional para as Artes, uma bolsa Guggenheim, em 1996, e foi uma fellow do Centro Dorothy e Lewis B. Cullman para Estudiosos e Escritores na Biblioteca Pública de Nova York em 2004-2005. Em 2011, ela foi finalista do PEN/Faulkner Award de Ficção.
Em 2011 Egan ganhou o National Book Critics Circle Award (Ficção) e o Prémio Pulitzer para A Visit from the Goon Squad.